# Mănăstirea Rila
Mănăstirea sfântul Ivan din Rila, cunoscută mai bine ca mănăstirea Rila (în bulgară Рилски манастир, Rilski manastir) este cea mai mare și mai cunoscută mănăstire ortodoxă din Bulgaria. Ea este situată în sud-vestul munților Rila, la 117 km sud de capitala Sofia în valea adâncă a râului Rilska la o altitudine de 1.147 m peste nivelul mării. Mănăstirea a fost botezată după  fondatorul ei, pustnicul Ivan din Rila (876 - 946 e.n.).
Înființată în secolul al X-lea, mănăstirea Rila este considerată a fi unul dintre cele mai importante monumente culturale, istorice și de arhitectură din Bulgaria și din toată Europa de Sud. Doar în 2008, a atras 900.000 de vizitatori. Mănăstirea apare pe aversul bancnotei de 1 leva, emisă în 1999.

## Istorie

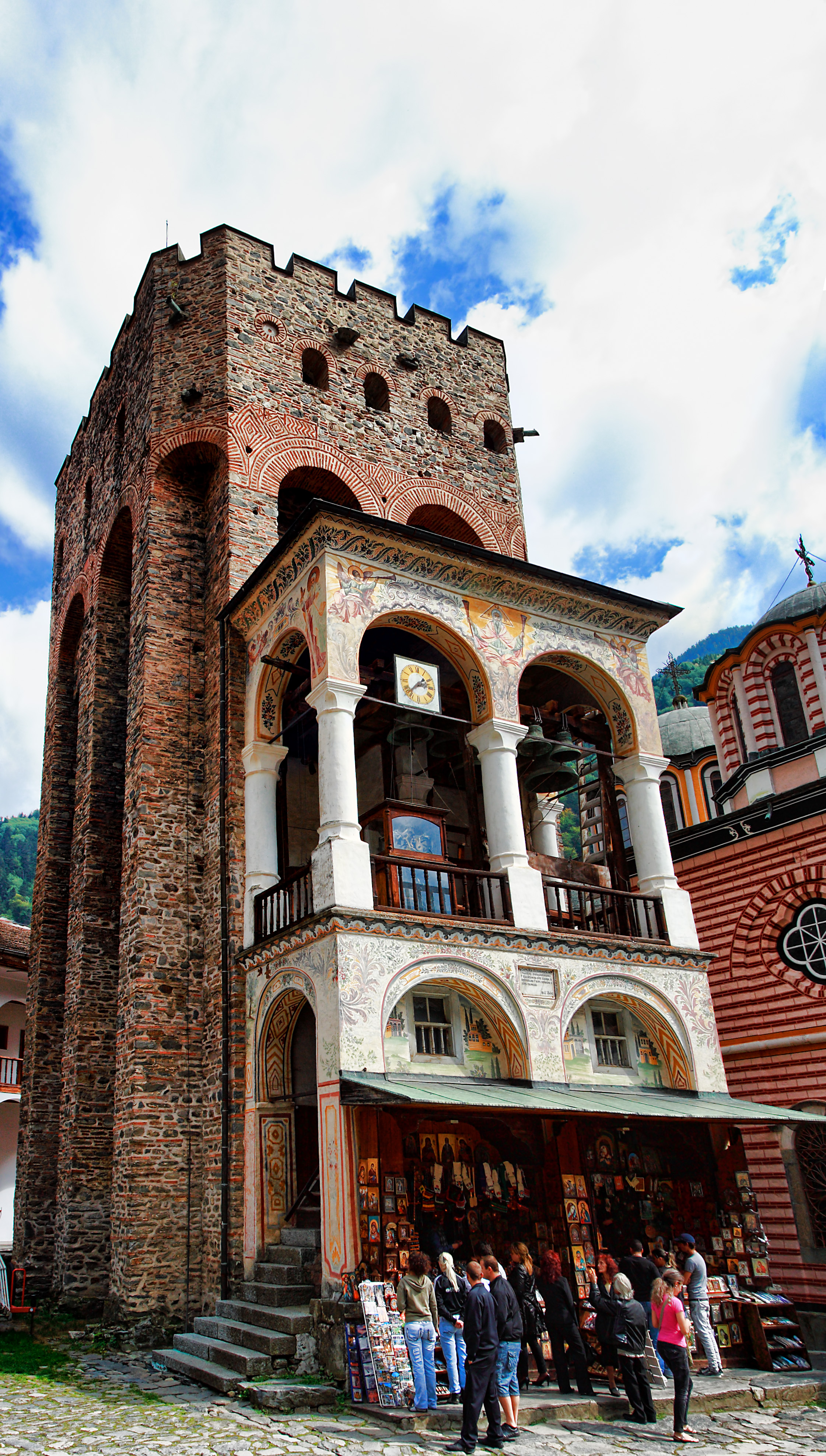
Turnul Hreliu

Tradiția spune că  fondatorul mănăstirii a fost pustnicul Sf. Ivan din Rila, al cărui nume îl poartă, în timpul domniei țarului Petru I (927-968). Pustnicul  a locuit de fapt într-o peșteră fără vreo posesiune materială, nu departe de locul mănăstirii, iar complexul a fost construit de ucenicii săi, care au venit în munți să învețe de la el.
Încă de la înființare, mănăstirea Rila a fost susținută și respectată de conducătorii bulgari. S-au efectuat donații substanțiale aproape înfiecare an de către aproape toți țarii celui de al Doilea Imperiu Bulgar până la cucerirea otomană, făcând din mănăstire un centru cultural și spiritual al conștiinței naționale bulgare, care și-a atins apogeul între secolele al XII-lea și al XIV-lea.
Mănăstirea Rila a fost reconstruită în poziția sa actuală de un boier pe nume Hreliu Dragovola în secolul al XIV-lea. Cele mai vechi clădiri din complex datează din această perioadă—turnul lui Hreliu (1334–1335) și o mică biserică de lângă el (1343). Tronul episcopului și porțile bogat împodobite ale mănăstirii datează și ele tot de atunci. Sosirea otomanilor la sfârșitul secolului al XIV-lea a fost însă urmată de numeroase raiduri și  de distrugerea mănăstirii pe la mijlocul secolului al XV-lea.
Datorită donațiilor efectuate de Biserica Ortodoxă Rusă și  mai precis de mănăstirea Rusicon de la Muntele Athos, mănăstirea Rila a fost reconstruită la sfârșitul secolului al XV-lea de trei frați din zona Kiustendilului, care au adus și moaștele sfântului Ivan din Rila.
Complexul a funcționat ca păstrător al limbii și culturii bulgare în secolele de dominație străină. În perioada renașterii naționale bulgare (secolele al XVIII-lea–al XIX-lea), ea a fost distrusă d e incendiu în 1833 și reconstruită între 1834 și 1862 cu ajutorul bulgarilor înstăriți  din toată țara, sub îndrumarea arhitectului Alexi Rileț. Ridicarea clădirilor rezidențiale a început în 1816, iar la turnul lui Hrelyu s-a adăugat în 1844 o clopotniță. Tot atunci, Neofit Rilski a înființat o școală în cadrul mănăstirii.
Complexul monastic, considerat a fi una dintre cele mai de seamă capodopere ale arhitecturii renașterii naționale bulgare, a fost declarat monument istoric în 1976 și a devenit loc în patrimoniul mondial UNESCO în 1983. Din 1991, este subordonat în întregime Sfântului Sinod al Bisericii Ortodoxe Bulgare.
La 25 mai 2002, Papa Ioan Paul al II-lea a vizitat mănăstirea Rila în timpul pelerinajului său în Bulgaria. El a fost primit de egumenul manăstirii, episcopul Ioan, care fusese și membru cu statut de observator în conciliul Vatican II.

## Arhitectură
Întregul complex ocupă o arie de 8.800 m² și are formă dreptunghiulară, centrat fiind în jurul curții interioare de 3.200 m², în care se află turnul și biserica principală.

### Biserica principală
Principala biserică a mănăstirii a fost construită la mijlocul secolului al XIX-lea. Arhitectul ei este Pavel Ioanov, care a lucrat la ea între 1834 și 1837. Biserica are cinci turle, trei altare și două capele laterale, unul dintre cele mai valoroase elemente dinăuntrul ei fiind iconostasul placat cu aur, celebru pentru sculptura sa în lemn, crearea căreia a durat cinci ani și a fost efectuată de patru meșteri. Frescele, finalizate în 1846, sunt opera multor meșteri din Bansko, Samokov și Razlog, inclusiv celebrii frați Zahari Zograf și Dimităr Zograf. În biserică se află și numeroase icoane, datând din secolele al XIV-lea până la al XIX-lea.

### Partea rezidențială
Complexul rezidențial, cu patru etaje, este format din 300 de chilii, patru paraclise, camera abatelui, bucătăria, o bibliotecă cu 250 de manuscrise și 9.000 de volume vechi tipărite. Exteriorul complexului, cu ziduri înalte de piatră și ferestre mici, se aseamănă mai mult cu o cetate decât cu o mănăstire.

### Muzeul
Muzeul mănăstirii Rila este cunoscut în  special pentru crucea lui Rafail, o cruce de lemn făcută dintr-o singură bucată de lemn (81×43 cm). Ea a fost cioplită de un călugăr pe nume Rafail cu rindele fine și cu lupa, pentru a crea 104 scene religioase și 650 de miniaturi. Munca la această operă a durat cel puțin 12 ani și a fost terminată în 1802 când călugărul și-a pierdut vederea.